# Alejandro Ferrant Vázquez
Alejandro Ferrant Vázquez (Madrid, 3 de marzo de 1897-11 de enero de 1976) fue un arquitecto español.

## Biografía
Ejerció su profesión como conservador de monumentos desde 1929, dentro de los servicios que propició la II República Española. Estuvo en Asturias, León, Galicia, Cantabria y Zamora, haciendo trabajos de restauración en las catedrales de Oviedo y Santiago de Compostela, en las colegiatas de Santillana del Mar y de Toro. Más tarde su trabajo de rehabilitación del patrimonio arquitectónico se efectuó sobre todo en Cataluña, Valencia y las Baleares. Los trabajos los llevó a cabo en las catedrales de Palma, Lérida, Tarragona y Valencia y en los monasterios de Ripoll, Santes Creus y Poblet.
Formó durante toda su vida profesional un gran archivo de informes, memorias y fotografías que donó a la Biblioteca Valenciana para su custodia. En el Colegio de Arquitectos de Lérida se encuentran 24 285 fotografías realizadas entre 1932 y 1976. Era hijo del pintor Alejandro Ferrant y Fischermans.